# 1991 في المكسيك
فيما يلي قوائم الأحداث التي وقعت خلال عام 1991 في المكسيك.

## موسيقى

### ألبومات
من الألبومات التي صدرت هذه السنة في المكسيك:
- 19 نوفمبر – الرومانسية من غناء لويس ميغيل.

## مواليد

### يناير
- 5 يناير – مانويل سانشيز لاعب كرة مضرب مكسيكي.
- 8 يناير – خوان كارلوس سانشيز جونيور ملاكم مكسيكي.
- 21 يناير – لويس رودريغيز لاعب كرة قدم مكسيكي.

### فبراير
- 14 فبراير – ماريانا بايون عارضة مكسيكية.

### مارس
- 5 مارس – خافيير مندوزا ملاكم مكسيكي.
- 8 مارس – ألان بوليدو لاعب كرة قدم مكسيكي.

### أبريل
- 5 أبريل – دانيال ساندوفال ملاكم مكسيكي.
- 22 أبريل – صوفيا أريولا درّاجة طريق مكسيكية.
- 28 أبريل – زيمينا هيرموسو لاعبة كرة مضرب مكسيكية.

### مايو
- 5 مايو – راؤول خيمينيز لاعب كرة قدم مكسيكي.

### يونيو
- 16 يونيو – جيلبرتو راميريز ملاكم مكسيكي.

### أغسطس
- 5 أغسطس – استيبان غوتييريس سائق فورمولا 1 مكسيكي.
- 9 أغسطس – مارتين كاردونا ملاكم مكسيكي.
- 29 أغسطس – ديورو

### أكتوبر
- 9 أكتوبر – إيفان موراليس ملاكم مكسيكي.
- 17 أكتوبر – خافيير غويميز لاعب كرة قدم مكسيكي.

### نوفمبر
- 17 نوفمبر – ميغيل بيرتشيلت ملاكم مكسيكي.
- 21 نوفمبر – هانزل مارتينيز ملاكم مكسيكي.

## وفيات

### مايو
- 24 يونيو – روفينو تامايو (مواليد 1899) رسام مكسيكي.

### يونيو
- 24 يونيو – روفينو تامايو (مواليد 1899) رسام مكسيكي.

### سبتمبر
- 2 سبتمبر – ألفونسو غارثيا روبليس (مواليد 1911)
- 20 سبتمبر – ريكاردو أريدوندو (مواليد 1949) ملاكم مكسيكي.